# Штонда Тарас Борисович
Тара́с Бори́сович Што́нда (нар. 1 грудня 1966, Київ) — український оперний співак (бас-баритон), соліст Національного академічного театру опери та балету України імені Т. Г. Шевченка, народний артист України, лауреат міжнародних конкурсів.

## Життєпис
Народився в Києві. Дитинство провів на Русанівці, займався в музичній школі. У 1988 р. закінчив Київське державне музичне училище імені Р. М. Глієра (нині - Київська муніципальна академія музики імені Р. М. Глієра), а в 1993-му - Київську державну консерваторію ім. П. І. Чайковського, де його педагогом була професор Галина Сухорукова. З березня 1992 р. по червень 2024 р. — соліст Національної опери України ім. Т. Г. Шевченка. Отримав звання лауреата на десяти міжнародних конкурсах. Невдовзі після перших перемог на конкурсах розпочав міжнародну карʼєру. Також багато виступає в кантатно-ораторіальному й камерному жанрах; виконує українську класичну й сучасну музику. Гастролює у Франції, Італії, Іспанії, Великій Британії, Швейцарії, Бельгії, Нідерландах, Німеччині, Австрії, Угорщині, Румунії, Словенії, Фінляндії, Данії, Норвегії, Швеції, Греції, Сербії, Польщі, Чехії, Словаччині, Молдові, Білорусі, Росії, Литві, Латвії, Естонії, Казахстані, Азербайджані, Китаї, Японії, Південній Кореї, Бразилії, Ізраїлі, Лівані. Має в репертуарі понад 70 оперних партій. Його записи видано на численних CD в Україні та за кордоном. Крім того, співак здійснив багато записів камерних творів та українських народних пісень для фонду Українського радіо.
Серед найвизначніших оперних ангажементів в кар'єрі Тараса Штонди — Великий інквізитор («Дон Карлос» Дж. Верді) (Баварська державна опера, Мюнхен, 2013; Лондонська королівська опера, 2023; Земперопер, Дрезден, 2024), Вотан («Валькірія» Р. Вагнера) (Маріїнський театр, Санкт-Петербург, 2013; Люблянський міжнародний фестиваль, 2013), Гурнеманц («Парсіфаль» Р. Вагнера), (Мальме, Швеція, 2012; оперний театр Лейпцига, 2022), Пімен («Борис Годунов» М. Мусоргського) (Лондонська королівська опера, 2006; Міжнародний оперний фестиваль у Савонлінні, Фінляндія, 2015), Мефістофель («Фауст» Ш. Гуно) (Угорський державний оперний театр, Будапешт, 2016), Нілаканта («Лакме» Л. Деліба) (Мальме, 2017), Хаген («Загибель богів» Р. Вагнера) (оперні театри Кіля, Німеччина, 2018-2019; Ов'єдо, Іспанія, 2019; Лейпцига, 2022), велетень Фафнер («Золото Рейну», «Зіґфрід» Р. Ваґнера) (Великий театр Женеви, 2019), Хундінґ («Валькірія Р. Ваґнера) (опера Франкфурта, 2019), Дон Базіліо («Севільський цирульник» Дж. Россіні) (Земперопер у Дрездені, 2023), Захарія («Набукко» Дж. Верді) (Краківська опера, 2024).
У 2002 р. Тарас Штонда дебютував у ролі Досіфея в «Хованщині» М. Мусоргського у Большому театрі в Москві. Після цього став запрошеним солістом цього театру, в якому також виконав партії Бориса і Пімена («Борис Годунов» М. Мусоргського), Короля Рене («Іоланта» П. Чайковського), Руслана («Руслан і Людмила» М. Глінки), Бориса Тимофійовича («Катерина Ізмайлова» Д. Шостаковича) та інші провідні партії басового репертуару.
За довгі роки співацької кар'єри Тарас Штонда співпрацював з видатними співаками — Й. Кауфманом, Д. Зайджік, Л. Тезʼє, М. Салміненом, Р. Папе, Л. Девідсен, Л. Монастирською, Дж. Релайя, Л. Мікелетті, Р. ді Кандіа, Г. Ґаґнідзе, М. Пруденською та багатьма іншими оперними зірками. Співробітничав з видатними диригентами — 3. Метою, В. Федосєєвим, Г. Рождественським, Е. Підо, У. Шірмером, Б. де Бійї, Дж. Карелла, Л. Сеґерстамом, Р. Кофманом та іншими.
З початком повномасштабної агресії Росії проти України співак відмовився від усіх контрактів, повʼязаних з РФ. Натомість почав більше гастролювати країнами Європи.

## Оперні партії
•  Командор («Дон Жуан» Вольфґанґа Амадея Моцарта)
•  Зарастро («Чарівна флейта» Вольфґанґа Амадея Моцарта)
•  Оровезо («Норма» Вінченцо Белліні)
•  Дулькамара («Любовний напій» Ґаетано Доніцетті)
•  Раймонд («Лючія ді Ламмермур» Ґаетано Доніцетті)
•  Дон Манʼїфіко («Попелюшка» Джоаккіно Россіні)
•  Дон Базіліо («Севільський цирульник» Джоаккіно Россіні)
•  Амонасро; Рамфіс; Фараон («Аїда» Джузеппе Верді)
•  Король Філіп II; Великий Інквізитор («Дон Карлос» Джузеппе Верді)
•  Граф Вальтер («Луїза Міллер» Джузеппе Верді)
•  Захарія («Набукко» Джузеппе Верді)
•  Монтероне («Ріголетто» Джузеппе Верді)
•  Бонза («Чіо Чіо Сан» Джакомо Пуччіні)
•  Капулетті («Ромео і Джульєтта» Шарля Гуно)
•  Мефістофель («Фауст» Шарля Гуно)
•  Ліндорф; Коппеліус; Міракль; Дапертутто; Креспель («Казки Гофмана» Жака Оффенбаха)
•  Нілаканта («Лакме» Лео Деліба)
•  Вотан; Хундінґ («Валькірія»  Ріхарда Вагнера)
•  Хаґен («Загибель богів»  Ріхарда Вагнера)
•  Фафнер («Зіґфрід»  Ріхарда Вагнера)
•  Фафнер («Золото Рейну»  Ріхарда Вагнера)
•  Даланд («Летючий голландець»  Ріхарда Вагнера)
•  Королівський вісник («Лоенґрін» Ріхарда Вагнера)
•  Ґурнеманц («Парсіфаль»  Ріхарда Вагнера)
•  Король Марк («Трістан і Ізольда»  Ріхарда Вагнера)
•  Султан; Імам («Запорожець за Дунаєм» Семена Гулака-Артемовського)
•  Тарас Бульба; Кирдяга («Тарас Бульба» Миколи Лисенка)
•  Максим («Купало» Анатоля Вахнянина)
•  Ярослав Мудрий («Анна Ярославна, королева Франції» Антона Рудницького)
•  Ярослав Мудрий («Ярослав Мудрий» Георгія Майбороди)
•  Генерал Чарнота («Біг» Валентина Бібіка), світова премʼєра
•  Руслан («Руслан і Людмила» Михайла Глінки)
•  Борис Годунов; Пімен; Варлаам; Рангоні («Борис Годунов» Модеста Мусоргського)
•  Досіфей («Хованщина» Модеста Мусоргського)
•  Гремін («Євгеній Онєгін» Петра Чайковського)
•  Король Рене; Ебн-Хакіа («Іоланта» Петра Чайковського)
•  Кочубей («Мазепа» Петра Чайковського)
•  Мамиров («Чародійка» Петра Чайковського)
•  Цар Салтан («Казка про царя Салтана» Миколи Римського-Корсакова)
•  Сальєрі («Моцарт і Сальєрі» Миколи Римського-Корсакова)
•  Варязький гість («Садко» Миколи Римського-Корсакова)
•  Собакін («Царева наречена» Миколи Римського-Корсакова)
•  Князь Ігор, Володимир Галицький («Князь Ігор» Олександра Бородіна)
•  Алєко («Алєко» Сергія Рахманінова)
•  Маг Челій; Куховарка; Герольд («Любов до трьох апельсинів» Сергія Прокофʼєва)
•  Йоганн Фауст («Вогненний янгол» Сергія Прокофʼєва)
•  Борис Тимофійович («Катерина Ізмайлова» Дмитра Шостаковича)
•  Священик («Леді Макбет Мценського повіту» Дмитра Шостаковича)

## Кантатно-ораторіальний репертуар
Йоган Себастьян Бах
•  «Магніфікат» BWV 243
•  «Меса сі-мінор» BWV 232
•  «Страсті за Матвієм» BWV 244

Георг Фрідріх Гендель
•  «Месія»

Вольфганг Амадей Моцарт
•  «Реквієм» KV 626

Людвиг ван Бетховен
•  «Симфонія N 9»
•  «Урочиста меса»
•  «Кантата на смерть імператора Йозефа II»

Гаетано Доніцетті
•  «Реквієм»

Джоаккіно Россіні
•  «Стабат матер»

Джузеппе Верді
•  «Реквієм»

Габріель Форе
•  «Реквієм»

Антонін Дворжак
•  «Реквієм»
•  «Те Деум»

Леош Яначек
•  «Глаголична меса»

Микола Лисенко
•  Кантата «Бʼють пороги»

Михайло Вериківський
•  Поема «Чернець»

Євген Станкович
•  Кадиш-Реквієм «Бабин Яр»
•  «Панахида за померлими з голоду»
•  «Страсті за Тарасом»

Ганна Кузіна
•  «In memoriam»

Дмитро Шостакович
•  Симфонія N 13
•  Симфонія N 14
•  «Страта Степана Разіна»

## Концертна діяльність
Тарас Штонда також виступає і в камерному жанрі. Від самого початку своєї творчої діяльності співак дає сольні концерти в багатьох залах рідного Києва, 
містах та містечках України і Європи. Він співав всюди — від маленького села Переможець Обухівського району Київщини до величних залів Копенгагена, Відня, Осло, Мадрида, Барселони, Сантандера, Праги, Бремена, Пекіна, Шанхая, Токіо, Пусана, Ріо-де-Жанейро та багатьох інших міст. В Україні, зокрема, виступав з концертами на сценах Національної філармонії України, а також філармоній Дніпра, Полтави, Житомира, Рівного, Запоріжжя,  Одеси, Харкова, Донецька, Чернігова.
У камерних програмах співака представлені твори Ф. Шуберта, Р. Шумана, Й. Брамса, А. Дворжака, Е. Ґріґа, Ґ. Форе, Ж. Ібера, Ж. Массне, П. Тості, П. Чайковського, М. Мусоргського, О. Даргомижського, М. Лисенка, Я. Степового, В. Косенка, К. Стеценка, А. Кос-Анатольського, М. Вериківського, С. Рахманінова, Д. Шостаковича, Г. Свиридова та інших авторів, а також численні українські народні пісні. Крім того, Тарас Штонда виконує в концертах арії з опер, в яких не співав на театральній сцені.

## Відзнаки та нагороди
- Лауреат міжнародних конкурсів імені Михайла Глінки (1991, м. Алма-Ата, III премія), Хуліана Ґайярре (1996, м. Памплона, III премія), Франсіско Виньяса (1997, м. Барселона, II премія), Марії Каллас (1997, м. Афіни, I премія), Івана Паторжинського (1999, м. Луганськ, I премія), Івана Алчевского (1999, м. Харків, I премія), Бюльбюля (2000, м. Баку, II премія), Георгія Свиридова (2001, м. Курськ, I премія), Конкурсу конкурсів Собіновського музичного фестивалю (2001, м. Саратов, I премія), Соломії Крушельницької (2003, м. Львів, II премія), дипломант Міжнародного конкурсу співаків у м. Більбао (1996).

- Заслужений артист України (1999)[1].

- Народний артист України (2008)[2].

- Орден «За заслуги» III ст. — За значний особистий внесок у державне будівництво, соціально-економічний, науково-технічний, культурно-освітній розвиток Української держави, вагомі трудові досягнення, багаторічну сумлінну працю (2016). [3]

## Дискографія
- Дж. Верді «Реквієм», солісти Сімона Бертіні, Алла Горобченко], Серджо Панайя, Тарас Штонда, хорова капела «Думка», диригент Дуайт Беннетт, CD, Verdi Records, 2001.
- «Руслан і Людмила» М. Глінки, опера, 3 CD, Pentatone, 2005.
- «Шедеври російської оперної музики». Солісти, хор і оркестр Большого театру під орудою Олександра Ведерникова, CD, Pentatone, 2005.
- Фрагменти з опери О. Бородіна «Князь Ігор», Тарас Штонда, Анжеліна Швачка, Дмитро Попов, Микола Коваль, камерний хор «Київ», оркестр Національної радіокомпанії України, диригент Теодор Кучар, CD, Naxos, 2005.
- Симфонія № 13 Д. Шостаковича, диригент Роман Кофман, 2005 р. * Dmitri Shostakovich - Beethoven Orchester Bonn, Roman Kofman – Complete Symphonies. MDG Gold – MDG9371200 Cofre, Compilation, Limited Editionhhh 11 x SACD, Hybrid, Multichannel. Vol. 5. (У 2006 р. цей запис також вийшов окремим CD).
- Симфонія № 14 Д. Шостаковича, диригент Роман Кофман, 2006 р. * Dmitri Shostakovich - Beethoven Orchester Bonn, Roman Kofman – Complete Symphonies. MDG Gold – MDG9371200 Cofre, Compilation, Limited Editionhhh 11 x SACD, Hybrid, Multichannel. Vol. 11. (У 2008 р. цей запис також вийшов окремим CD).
- Фільм-опера «Запорожець за Дунаєм» (за оперою С. Гулака-Артемовского), режисери Микола Засєєв-Руденко, Оксана Ковальова, DVD, 2007. Роль Імама.
- CD Тарас Штонда, Анастасія Тітович «Перлини романсу (Автограф)», CD, Національна радіокомпанія України, 2009.
- «Господи, Господи, силою Твоєю!», духовна музика, Академічний хор ім. П. Майбороди Національної радіокомпанії України, Тарас Штонда, CD, Національна радіокомпанія України, 2012.
- DVD Verdi: Luisa Miller. Olesya Golovneva, Vladislav Sulimsky, Taras Shtonda. Arthaus: 101688, DVD, NTSC, 2013.
- ГОТУЄТЬСЯ ДО ВИПУСКУ: Українські народні пісні в супроводі оркестру народних інструментів Національної радіокомпанії України під орудою Святослава Литвиненка і Михайла Пікульського, CD, Національна радіокомпанія України, 2024.

## Відео
Дж. Верді Арія короля Філіпа з опери «Дон Карлос»
Р. Шуман «Два гренадери»
Українська народна пісня «Стоїть явір над водою»
Розділ доповнюється.

## Преса
• «Великого інквізитора приголомшливо заспівав Тарас Штонда – його скалічене, сліпе, змучене тіло жодним чином не послаблювало дзвінку силу його голосу і не зменшувало жах і напругу його впливу»

 (2023, Opera Today, Лондон)
• «Чорним басом Штонда абсолютно правдоподібно показує, що Хаген переслідує лише власну мету і надихає закликом до самопожертви владною вокальною силою, яка може конкурувати з потужним оперним хором»

(2018, Online Muzik Magazin, Німеччина)
• «Понад усе полонить український бас Тарас Штонда. Він чудово сидить на сторожі як зловісний Хаген, вкладаючи загрозу в кожну голосну. З Брунгільдою його відверта ненависть змінюється на людське тепло»

2018, Kieler Nachrichten, Кіль)
• «Треба відзначити, адже це вражає, Великого інквізитора Тараса Штонди, одного з цих слав’янських басів, яким властиві нескінченна глибина і вражаючий об’єм. Він співає провідні басові ролі в Києві та в Большому театрі і його Великий інквізитор особливо вирізняється: сцена з Філіпом досконало підкреслила два відтінки басу (один, Папе, більш світлий, тоді як інший – дуже темний) і була могутньо проведена не лише маестро Зубіном Мета за пультом, але й двома артистами на сцені, що змагалися в силі звуку і напруження»

 (2015, форум Le Monde, Париж)
• «Пімен Тараса Штонди подарував нам довге й щасливе занурення в глибини справжнього basso profondo…»

 (2015, Bachtrack, Савонлінна)
• «Унікальна харизма Штонди, його заглибленість у найтонші нюанси музичного і літературного тексту перетворили премʼєру нового твору Ганни Кузіної на зворушливий ритуал»

 (2015, Урядовий курʼєр, Київ)
• «Ключовим моментом вистави став українець Тарас Штонда в ролі князя Греміна. Це було чудово. Я не пам’ятаю, щоб чув такого чудового співака в цій ролі після Курта Молла в Парижі приблизно 30 років тому. Я можу рекомендувати Тарасові Штонді співати цю роль скрізь по світі. Я хотів би, щоб він повернувся в Осло для короля Філіпа в «Дон Карлосі». Це може бути чудовим, потужним і незвичайним»

 (2010, Kulturkompasset, Осло)
• «Найвищої оцінки гідний Тарас Штонда, котрий чудово виконав партію Мефістофеля і створив яскравий, живий образ. Завдяки Маріо Корраді публіка побачила в Штонді не лише прекрасний голос, а й відкрила для себе його багатий акторський талант, чудову пластичність, адже це найбільш ігрова і рухлива партія в опері. Співак до віртуозності відпрацював кожен рух, кожен жест був наповнений змістом, характер героя було розкрито повністю. Усе, аж до блиску в очах, указувало на диявольську натуру Мефістофеля й виглядало неймовірно природно, невимушено і легко. Протягом усього спектаклю він був утіленням то іронічної галантності, то глузливої самовпевненості, за якими криється підступне нутро диявола. Звучний, багатий і яскраво забарвлений голос Штонди, який бездоганно володіє вокальною технікою, ще більше підкреслював образ жорстокої стихії та невблаганної, безжальної сили»

(2005, Дзеркало тижня, Київ)
• «З дебютом українського баса Тараса Штонди в Лейпцигській опері як гостя в партії Гурнеманца ми отримали співака справді особливого класу. Звучний і водночас винятково інтелектуальний у кожному нюансі, з величезною широтою голосових відтінків і найвищим розумінням кожного слова, Штонда просто вдавив глядачів у їхні крісла»
(2022, Форум, Лейпциг)